# 蘇詩丁
蘇詩丁（1988年10月25日—），原名蘇丹，出生於陝西省西安市，為中國大陸女歌手、聲樂教師、演員，畢業於西安音樂學院，畢業後留校任職聲樂老师。2014年，以原名蘇丹參加《中国好歌曲》第一季，以一首原創曲《寂靜森林》，獲得節目導師好評，並加入楊坤戰隊。2016年，參加東方衛視《天籟之戰》，其中因翻唱《千年之戀》被楊坤評為「女性現場之王」，最後獲得該節目總決賽冠軍，也因此被更多人熟知。2018年1月，由湖南衛視《歌手2018》官方微博公佈，為首位踢館歌手，將挑戰七位首發歌手，再度獲得關注。同年3月26日，正式發行全新單曲《謊人國》，並拿下《全球中文音樂榜上榜》三月第五週之冠軍。

## 生平
2011年，參加《中國音樂金鐘獎流行大賽》，最後獲得“女子組銅獎”與“最佳音樂表演獎”，兩項獎項。
2014年，参加《中国好歌曲》，演唱原創歌曲《寂靜森林》，獲得在座導師好評
；並於同年，舉辦《溫柔為自由而來》個人首場唱享會。2015年，演出音乐剧《凭什么我爱你》。同年為電視劇《他來了，請閉眼》，演唱劇中片尾曲《為你沉迷》。
2016年，主演音樂愛情劇《薛定谔的猫》與同性電影《夏日密語》；同年，以素人身份参加东方卫视《天籁之战》，以《痛快的哀艳》战胜曾經的導師杨坤；於第四期節目，以《千年之戀》挑戰莫文蔚，雖被楊坤等唱將評為"完美"、“女性當之無愧現場之王”，但最後還是以十五票之差，敗給莫文蔚因而挑戰失敗；在第十期中，與華晨宇配對合作改編《南屏晚鐘》戰勝費玉清及個人演唱《你好嗎》戰勝守關人葉蒨文，晋级《天籁之战》总决赛；總決賽上再度與華晨宇合作，演出音樂劇《如果愛》選段，戰勝費玉清、趙宥喬組合，最终以《血腥愛情故事》戰勝對手田園，获得全国总决赛冠军。12月10日，獻唱開心麻花2017賀歲喜劇《二維碼殺手》中主題曲《榮光》。
2017年，首次正式發行单曲《想要Ta》；同年，出演音乐剧《谋杀歌谣》及音樂校園劇《薛定谔的猫》續集《少年有點酷》第一季及第二季，劇中飾演歌手千珍。
2018年1月，由湖南衛視《歌手2018》官方微博公佈，為首位踢館歌手，將挑戰七位首發歌手，因而再度獲得關注，並於第二期排名第五，第三期排名第三，而踢館成功。因於第六期中名次墊底，綜合兩場成績，被淘汰出局。同年2月16日，參加湖南衛視《2018全球華僑華人春節大聯歡》，與歌手楊宗緯合唱2017年熱播古裝電視劇《三生三世十里桃花》片尾曲《涼涼》。3月21日，蘇詩丁工作室發布最新單曲《謊人國》，10秒花絮。於同月26日，正式發行單曲《謊人國》。同月底，以最新單曲《謊人國》獲得《全球中文音樂榜上榜》3月第五週之冠軍。4月2日，由工作室發佈，演唱都市愛情電視劇《南方有喬木》插曲《一二三》，歌曲將有4月3日上午十點上線。4月6日，參加《歌手2018》突圍賽，和第四名以0.44得票率之差，排名第五，無緣總決賽。5月，登上當月茜茜姐妹雜誌中內頁。6月，於《2018動漫音樂會》中演唱《Let it go》一曲。2018年6月，與歌手張赫宣為電影《金蟬脫殼2》獻唱同名推廣曲《金蟬脫殼》。8月19日，獲得亞洲新歌榜年度盛典媒體推薦歌手獎，並宣布同月30日發行個人首張EP。同月27、29日發布《夢幻病》概念海報。30日，發布個人首張EP《夢幻病》（Malady of Reverie ）。9月13日，發布EP《夢幻病》中《無聲的崇拜》MV。同月21日，以愛心大使身份參加MusicRadio音乐之声「我要上学·童梦同圆1200助学行动」，化身音樂老師，教導广西桂林阳朔地區留守兒童音樂知識。
2019年10月參加愛奇藝《這樣唱好美》以《愛不留》獲得七心成功晉級下一階段，並於最後獲得總冠軍。同年12月發行單曲《請勿打擾》。
2020年1月演唱《三生三世枕上書》之插曲《緣字書》。

## 比賽經歷

### 中國好歌曲
於2014年參加中國好歌曲第一季，並以一首原創歌曲《寂静森林》得到三位導師選擇，最後選擇導師楊坤，加入其原創專輯陣容，但最終無緣收錄於楊坤原創大碟。

### 天籟之戰
| 期數     | 演唱歌名             | 得票  | 備註                                                      |
| -------- | -------------------- | ----- | --------------------------------------------------------- |
| 第二期   | 《痛快的哀艷》       | 317票 | 戰勝楊坤。                                                |
| 第四期   | 《千年之戀》         | 282票 | 輸莫文蔚。                                                |
| 第十期   | 《南屏晚鐘》         | 310票 | 與華晨宇組合，戰勝劉琪&費玉清組合，晉級第二輪。           |
| 第十期   | 《你好嗎》           | 301票 | 戰勝守關人葉倩文，晉級總決賽。                            |
| 第十二期 | 音樂劇《如果愛》選段 | 309票 | 與華晨宇再次組合，戰勝趙宥喬&費玉清，晉級組總決賽第二輪。 |
| 第十二期 | 《血腥愛情故事》     | 314票 | 以24票之差，戰勝選手田園，榮獲第一季總冠軍。              |

### 歌手2018
| 期數     | 演唱歌名       | 排名 | 備註                                                                 |
| -------- | -------------- | ---- | -------------------------------------------------------------------- |
| 第二期   | 《再見螢火蟲》 | 5    | 第一輪淘汰賽，加入首位踢館歌手。                                     |
| 第三期   | 《狼》         | 3    | 第一輪踢館賽，加入首位補位歌手。 獲得參賽最高名次。                  |
| 第四期   | 《她》         | 6    | 獻給其母親及恩師。                                                   |
| 第五期   | 《舍離斷》     | 5    | 原唱親自到場。                                                       |
| 第六期   | 《賊》         | 7    | 因排名墊底，且綜合上一場成績，排名落後而淘汰。                       |
| 第七期   | 《身後》       |      | 返場表演。                                                           |
| 第十二期 | 《紅眼睛》     | 5    | 為淘汰歌手、踢館歌手、補位歌手的突圍賽，取十位歌手中前四名進入決賽。 |

### 這樣唱好美
2020/1/10榮獲冠軍

## 音樂作品

### 专辑/EP
| 专辑数量 | 专辑名称   | 专辑类型 | 发行公司 | 发行日期      | 专辑曲目                         |
| -------- | ---------- | -------- | -------- | ------------- | -------------------------------- |
| 第一张   | 《夢幻病》 | EP       | 泰洋川禾 | 2018年8月30日 | 曲目 1. 梦幻病 2. 無聲的崇拜(MV) |

### 其它單曲
| 發行日期 | 歌曲名稱     | 所屬專輯、备注                   |
| -------- | ------------ | -------------------------------- |
| 2014年   | 《寂静森林》 | 於中國好歌曲第一季第四期首次演唱 |
| 2015年   | 《南国》     |                                  |
| 2015年   | 《为你沉迷》 | 《他来了，请闭眼》片尾曲         |
| 2016年   | 《你看见我》 | 《夏日密语》主题曲               |
| 2016年   | 《榮光》     | 話劇《二維碼殺手》主题曲         |
| 2018年   | 《謊人国》   |                                  |
| 2018年   | 《一二三》   | 電視劇《南方有喬木》插曲         |
| 2018年   | 《金蟬脫殼》 | 電影《金蟬脫殼2》同名推廣曲      |

## 影視作品

### 電影
| 上映日期 | 電影名稱     | 扮演角色 | 導演   | 合作藝人 |
| -------- | ------------ | -------- | ------ | -------- |
| 2016年   | 《夏日密語》 | 苏柯     | 溫停雲 | 魏雨萱   |

### 電視劇
| 首播日期 | 電視劇名稱      | 扮演角色 | 导演 | 合作艺人 |
| -------- | --------------- | -------- | ---- | -------- |
| 2017年   | 《薛定谔的猫》  | 千珍     | 唐韬 | 马瑞男   |
| 2017年   | 《少年有点酷》  | 千珍     | 唐韬 | 马瑞男   |
| 2017年   | 《少年有点酷2》 | 千珍     | 唐韬 | 马瑞男   |

### 音樂劇
| 首播日期 | 电视剧名称       | 扮演角色 | 导演   | 合作艺人 |
| -------- | ---------------- | -------- | ------ | -------- |
| 2015年   | 《凭什么我爱你》 | 陈梦     | 王婷婷 | 白若溪   |
| 2017年   | 《谋杀歌谣》     | 旁白     |        |          |

### 綜藝節目
- 2014年1月24日	CCTV-3《中国好歌曲》
- 2016年10月23日	東方衛視《天籁之战》
- 2016年11月6日	東方衛視《天籁之战》
- 2016年12月18日	東方衛視《天籁之战》
- 2017年1月24日	東方衛視《天籁之战》
- 2017年11月11日	東方衛視《天籁之战2》
- 2017年11月18日	東方衛視《天籁之战2》
- 2018年1月19日 湖南衛視《歌手2018》
- 2018年1月26日 湖南衛視《歌手2018》
- 2018年2月2日 湖南衛視《歌手2018》
- 2018年2月9日 湖南衛視《歌手2018》
- 2018年2月16日 湖南衛視《歌手2018》
- 2018年2月23日 湖南衛視《歌手2018》
- 2018年2月16日 湖南衛視《2018全球華僑華人春節大聯歡》
- 2018年2月24日 湖南衛視《快樂大本營》
- 2018年4月6日 湖南衛視《歌手2018》
- 2018年4月13日 湖南衛視《歌手2018》
- 2018年6月1日 CCTV-15《動漫音樂會》
- 2022年11月1日 芒果TV 《再見愛人(第二季)》